# الدوري النمساوي 1991–92
الدوري النمساوي الممتاز 1991–92 (بالألمانية: Österreichische Fußballmeisterschaft 1991/92)‏ هو الموسم 81 من بوندسليغا النمسا لكرة القدم. أشرف على تنظيمه اتحاد النمسا لكرة القدم، وكان عدد الأندية المشاركة فيه 12، وفاز فيه أوستريا فيينا.